# Mandy Minella
Mandy Minella (Esch-sur-Alzette, 22 novembre 1985) è un'ex tennista e politica lussemburghese.
Dopo aver esordito nel WTA Tour nel 2001, ha raggiunto la posizione numero 66 nella classifica WTA nel settembre 2012 e nella posizione numero 47 nel ranking di doppio nell'aprile 2013.
Ha vinto due titoli di doppio nel WTA Tour, così come un titolo in singolare e tre di doppio della serie WTA 125K. Ha anche vinto 16 titoli in singolare e nove in doppio sul circuito ITF.

## Biografia

### Origini
Nata il 22 novembre 1985 da Mario e Anna Minella, ha preso per la prima volta la racchetta a 5 anni.

### Carriera
Nel 2000 ha debuttato nella Squadra lussemburghese di Fed Cup, in coppia con Celine Francois nelle partite di doppio contro Ucraina e Gran Bretagna, perdendo entrambe le volte. Dopo aver partecipato di nuovo alla Fed Cup nel 2001 (dove ha vinto la sua prima partita), ha iniziato a gareggiare sul circuito femminile ITF nello stesso anno. In totale conta quarantotto match giocati per la sua nazione con quattordici vittorie. Tra il 2003 e il 2009 ha vinto otto medaglie (sei ori, un argento e un bronzo) ai Giochi dei piccoli stati d'Europa.
Nel 2002 ha ricevuto una wildcard qualificata nel WTA Tier III SEAT Open Luxembourg, perdendo il primo turno. Ha raggiunto la sua prima finale IN singolare nel 2003, perdendo contro Liana-Gabriela Balaci in tre set. 
Ha perso di nuovo nelle finali ITF nel 2004 (sia in singolare che in doppio nello stesso torneo di Napoli), prima di vincere il suo primo titolo di singolo a Zadar nello stesso anno. Nel 2005 ha vinto il suo secondo titolo, a Gardone Val Trompia.
Nel 2006 ha vinto un torneo ITF a Caserta, oltre ad essere finalista una settimana dopo (entrambe le partite contro Alisa Kleybanova). Nel 2009, tre anni dopo, ha vinto il suo quarto titolo ITF, a Tessenderlo, Belgio.
Nel 2010 ha ottenuto una serie di buoni risultati nei tornei del circuito ITF, vincendo a Lutz, Florida e a Stoccarda-Vaihingen, e perdendo la finale a Laguna Niguel, California. 
Nel sorteggio delle qualificazioni per gli US Open del 2010, ha vinto tutte e tre le partite e ha perso un solo set. Nella sua prima apparizione nel main draw di un torneo del Grande Slam, ha battuto la numero 47 del mondo Polona Hercog per passare al secondo turno. Ha continuato la sua buona prestazione sconfiggendo la numero 34 del mondo e la semifinalista di Wimbledon Tsvetana Pironkova. Al terzo turno, però, perse contro la numero 4 del mondo Venus Williams.
Nel 2012, Minella ha giocato il suo primo main draw all'Australian Open. Le fu dato l'ingresso diretto, essendo al 110º posto. Ha perso contro la qualificata Jamie Hampton al primo turno. Ha poi raggiunto la finale di un torneo da 100.000 dollari a Cali, sconfitta da Alexandra Dulgheru. Ha fatto meglio il doppio, vincendo il titolo con Karin Knapp. Ciò le ha consentito di entrare per la prima volta nella top-100 del ranking. 
Ha poi giocato alla Copa Sony Ericsson Colsanitas, perdendo al primo turno. Raggiunge la finale in doppio; la sua prima finale WTA. Al Monterrey Open affrontò la francese Mathilde Johansson e vinse in tre set. 
Minella ha perso contro Sara Errani nel suo primo quarto di finale WTA, raggiungendo poi la sua prima semifinale WTA (contro Yanina Wickmayer). 
Ha raggiunto il terzo turno di Wimbledon in doppio al fianco di Olga Govortsova, perdendo contro Llagostera Vives e Martanez Sanchez.
Nel 2013, Minella ha iniziato la sua stagione allo Shenzhen Open, dove ha affrontato la prima testa di serie Li Na, ma ha perso in due set. 
Ha poi giocato l'Hobart International dove nel doppio ha raggiunto la finale, persa contro Garbie Muguruza e Maria Teresa Torrà Flor. 
In Copa Colsanitas, ha raggiunto i quarti di finale in singolare, e nel doppio, con Babos, andando ha vinto il suo primo titolo WTA Tour. 
A Marrakech ha vinto il doppio con la Babos.
Ha giocato al French Open,  perdendo al primo turno in singolare, doppio e doppio misto. A Wimbledon ha perso al primo turno con la numero 1 del mondo, Serena Williams. Agli US Open, ha perso al primo turno contro Sloane Stephens.
Al Tashkent Open, raggiunge le semifinali in singolare e le semifinali in coppia con Govortsova, in doppio. 
Nel 2013, Minella ha vinto tre partite 6-0, 6-0; contro Kamilla Farhad, Julia Boserup e Allie Kiick.
Nel 2014 al Brisbane International ha raggiunto le semifinali nel doppio in collaborazione con Chanelle Scheepers. Agli Australian Open è arrivata al secondo turno.  È stata poi costretta a ritirarsi dagli eventi di Parigi, Rio e Acapulco, così come la Fed Cup a causa di un edema al braccio destro, in cui aveva sofferto mentre giocava in Australia. Ha vinto poi il torneo ITF di Essen, sconfiggendo Richèl Hogenkamp in finale ed ha raggiunto i quarti di finale al Lorraine Open 88 e le semifinali all'Open GDF Di Biarritz.
A nel doppio ha affiancato la tedesca Mona Barthel, ed hanno raggiunto la finale, perdendo contro Lara Arruabarrena e Irina-Camelia Begu.  Tuttavia il suo edema al braccio destro del gennaio non era ancora guarito, terminando l'anno in ottobre.
Nel 2015, Minella al French Open ha vinto il titolo di doppio in coppia con Lourdes Dodoguez Lino, sconfiggendo in finale Mariana Duque e Julia Glushko.
Ha poi raggiunto la finale di doppio dell'Internacional Femenil Monterrey ed i quarti di finale del Red Rock Pro Open. 
Ha vinto il Kirkland Tennis Challenger sia in singolare che in doppio.  Al Luxembourg Open ha raggiunto i quarti di finale in doppio.
Nel 2016 vince contro la slovena Polona Hercog il Croatian Bol Ladies Open, il suo primo torneo WTA 125. Nel 2018, esattamente nove mesi dopo la sua gravidanza, arriva in finale a Gstaad dove viene sconfitta dalla francese Alizé Cornet per 4-6 66-7.

### Politica
Candidata dal Partito Democratico alle elezioni legislative in Lussemburgo del 2023, è stata eletta nella Circoscrizione Centro della Camera dei deputati.

## Vita privata
Si è sposata nell'ottobre 2014 con il proprio allenatore Tim Sommer. Dopo aver perso al primo turno contro Francesca Schiavone (1-6 1-6) a Wimbledon 2017 ha annunciato di essere al quarto mese di gravidanza. La tennista ha poi partorito una femmina, Emma Lina. Nel 2020 è nata la sua secondogenita Maya.

## Statistiche WTA

### Singolare

#### Sconfitte (1)
| Legenda               |
| --------------------- |
| Grande Slam (0)       |
| Argenti Olimpici (0)  |
| WTA Finals (0)        |
| Premier Mandatory (0) |
| Premier 5 (0)         |
| Premier (0)           |
| International (1)     |

| N. | Data           | Torneo                             | Superficie  | Avversaria in finale | Punteggio   |
| 1. | 22 luglio 2018 | Ladies Championship Gstaad, Gstaad | Terra rossa | Alizé Cornet         | 4-6, 6(6)-7 |

### Doppio

#### Vittorie (2)
| Legenda               |
| --------------------- |
| Grande Slam (0)       |
| Ori Olimpici (0)      |
| WTA Finals (0)        |
| Premier Mandatory (0) |
| Premier 5 (0)         |
| Premier (0)           |
| International (2)     |

| N. | Data             | Torneo                                              | Superficie  | Compagna    | Avversarie in finale             | Punteggio |
| 1. | 23 febbraio 2013 | Copa Colsanitas, Bogotà                             | Terra rossa | Tímea Babos | Eva Birnerová Aleksandra Panova  | 6-4, 6-3  |
| 2. | 28 aprile 2013   | Grand Prix SAR La Princesse Lalla Meryem, Marrakech | Terra rossa | Tímea Babos | Petra Martić Kristina Mladenovic | 6-3, 6-1  |

#### Sconfitte (5)
| Legenda               |
| --------------------- |
| Grande Slam (0)       |
| Argenti Olimpici (0)  |
| WTA Finals (0)        |
| Premier Mandatory (0) |
| Premier 5 (0)         |
| Premier (0)           |
| International (5)     |

| N. | Data              | Torneo                                | Superficie  | Compagna        | Avversarie in finale                            | Punteggio   |
| 1. | 18 febbraio 2012  | Copa Colsanitas, Bogotà               | Terra rossa | Stefanie Vögele | Eva Birnerová Aleksandra Panova                 | 2-6, 2-6    |
| 2. | 12 gennaio 2013   | Moorilla Hobart International, Hobart | Cemento     | Tímea Babos     | Garbiñe Muguruza Blanco María Teresa Torró Flor | 3-6, 6(5)–7 |
| 3. | 14 settembre 2013 | Tashkent Open, Tashkent               | Cemento     | Ol'ga Govorcova | Tímea Babos Jaroslava Švedova                   | 3-6, 3-6    |
| 4. | 21 settembre 2014 | Kia Korea Open, Seul                  | Cemento     | Mona Barthel    | Lara Arruabarrena Vecino Irina-Camelia Begu     | 3-6, 3-6    |
| 5. | 20 ottobre 2018   | BGL Luxembourg Open, Lussemburgo      | Cemento (i) | Vera Lapko      | Greet Minnen Alison Van Uytvanck                | 6(3)-7, 2-6 |

## Circuito WTA 125

### Singolare

#### Vittorie (1)
| N. | Data          | Torneo                        | Superficie  | Avversaria    | Punteggio |
| 1. | 5 giugno 2016 | Croatian Bol Ladies Open, Bol | Terra rossa | Polona Hercog | 6-2, 6-3  |

### Doppio

#### Vittorie (3)
| N. | Data             | Torneo                             | Superficie  | Compagna           | Avversarie in finale                   | Punteggio           |
| 1. | 15 novembre 2015 | Engie Open de Limoges, Limoges     | Cemento (i) | Barbora Krejčíková | Margarita Gasparjan Oksana Kalašnikova | 1-6, 7-5, [10-6]    |
| 2. | 20 novembre 2016 | Engie Open de Limoges, Limoges (2) | Cemento (i) | Elise Mertens      | Anna Smith Renata Voráčová             | 6-4, 6-4            |
| 3. | 8 giugno 2019    | Croatian Bol Ladies Open, Bol      | Terra rossa | Timea Bacsinszky   | Cornelia Lister Renata Voráčová        | 0-6, 7-6(3), [10-4] |

## Statistiche ITF

### Singolare

#### Vittorie (16)
| Torneo $100.000 (0) |
| Torneo $80.000 (1)  |
| Torneo $75.000 (1)  |
| Torneo $60.000 (0)  |
| Torneo $50.000 (2)  |
| Torneo $25.000 (10) |
| Torneo $15.000 (0)  |
| Torneo $10.000 (2)  |

| N.  | Data              | Torneo                                                       | Superficie      | Avversaria in finale | Punteggio     |
| 1.  | 23 maggio 2004    | Zaton Open, Zara                                             | Terra rossa     | Matea Mezak          | 7-5, 5-7, 6-4 |
| 2.  | 7 agosto 2005     | Trofeo Città di Gardone Val Trompia, Gardone Val Trompia     | Terra rossa     | Sandra Záhlavová     | 6-4, 6-3      |
| 3.  | 21 maggio 2006    | Internazionali Femminili di Tennis Città di Caserta, Caserta | Terra rossa     | Alisa Klejbanova     | 6-2, 6-4      |
| 4.  | 19 aprile 2009    | Limburg Open, Tessenderlo                                    | Terra rossa (i) | Youlia Fedossova     | 7-5, 6-3      |
| 5.  | 24 gennaio 2010   | Ace Sports Group Tennis Classic, Lutz                        | Terra verde     | Jamie Hampton        | 6-2, 4-6, 6-2 |
| 6.  | 4 luglio 2010     | ITF Stoccarda, Stoccarda                                     | Terra rossa     | Elise Tamaëla        | 6-4, 6-2      |
| 7.  | 17 luglio 2011    | Darmstadt Tennis International, Darmstadt                    | Terra rossa     | Karolína Plíšková    | 7-6(5), 6-2   |
| 8.  | 10 novembre 2013  | South Seas Island Resort Women's Pro Classic, Captiva Island | Cemento         | Gabriela Dabrowski   | 6-3, 6-3      |
| 9.  | 15 giugno 2014    | TVN Open, Essen                                              | Terra rossa     | Richèl Hogenkamp     | 6-2, 4-6, 6-3 |
| 10. | 11 ottobre 2015   | Kirkland Tennis Challenger, Kirkland                         | Cemento         | Nicole Gibbs         | 2-6, 7-5, 6-2 |
| 11. | 25 settembre 2016 | Coleman Vision Tennis Championships, Albuquerque             | Cemento         | Verónica Cepede Royg | 6-4, 7-5      |
| 12. | 1º aprile 2018    | Forte Village International Tournament, Pula                 | Terra rossa     | Deborah Chiesa       | 6-3, 7-6(7)   |
| 13. | 16 giugno 2018    | TVN Open, Essen                                              | Terra rossa     | Cindy Burger         | 7-5, 4-6, 6-4 |
| 14. | 30 giugno 2018    | ITF Stoccarda, Stoccarda                                     | Terra rossa     | Anna Zaja            | 6-4, 4-6, 6-1 |
| 15. | 3 novembre 2018   | Kyotec Open, Pétange                                         | Cemento (i)     | Hélène Scholsen      | 6-2, 6-1      |
| 16. | 3 novembre 2019   | RBC Pro Challenge, Tyler                                     | Cemento         | Alexa Glatch         | 6-4, 6-4      |

#### Sconfitte (8)
| Torneo $100.000 (2) |
| Torneo $80.000 (0)  |
| Torneo $75.000 (0)  |
| Torneo $60.000 (0)  |
| Torneo $50.000 (1)  |
| Torneo $25.000 (3)  |
| Torneo $15.000 (0)  |
| Torneo $10.000 (2)  |

| N. | Data             | Torneo                                      | Superficie  | Avversaria in finale | Punteggio        |
| 1. | 27 luglio 2003   | Trofeo Italo Angelini, Ancona               | Terra rossa | Liana Balaci         | 6–3, 3–6, 1–6    |
| 2. | 5 aprile 2004    | Napoli Women's Tournament, Napoli           | Terra rossa | Kirsten Flipkens     | 7-5, 3-6, 1-6    |
| 3. | 28 maggio 2006   | Internazionali Regione Molise, Campobasso   | Terra rossa | Alisa Klejbanova     | 6–2, 3–6, 3–6    |
| 4. | 10 agosto 2008   | Monteroni International, Monteroni d'Arbia  | Terra rossa | Nathalie Viérin      | 1–6, 6–2, 6(5)–7 |
| 5. | 14 febbraio 2010 | USTA Womens Of Laguna Niguel, Laguna Niguel | Cemento     | Olivia Sanchez       | 3-6, 4-6         |
| 6. | 9 ottobre 2011   | Kofu International Open, Kōfu               | Cemento     | Chang Kai-chen       | 4–6, 6–1, 4–6    |
| 7. | 12 febbraio 2012 | Copa Bionaire, Cali                         | Terra rossa | Alexandra Dulgheru   | 3–6, 6–1, 3–6    |
| 8. | 15 luglio 2012   | Open GDF SUEZ de Biarritz, Biarritz         | Terra rossa | Romina Oprandi       | 5–7, 5–7         |

### Doppio

#### Vittorie (10)
| Torneo $100.000 (3) |
| Torneo $80.000 (0)  |
| Torneo $75.000 (0)  |
| Torneo $60.000 (2)  |
| Torneo $50.000 (2)  |
| Torneo $25.000 (1)  |
| Torneo $15.000 (0)  |
| Torneo $10.000 (2)  |

| N.  | Data             | Torneo                                                                                                 | Superficie  | Compagna               | Avversarie in finale                 | Punteggio        |
| 1.  | 3 aprile 2004    | Napoli Women's Tournament, Napoli                                                                      | Terra rossa | Elke Clijsters         | Michelle Gerards Marielle Hoogland   | 6-1, 6-0         |
| 2.  | 22 maggio 2004   | Zaton Open, Zara                                                                                       | Terra rossa | Lisa Tognetti          | Martina Babáková Michaela Michálková | w/o              |
| 3.  | 3 luglio 2010    | Internationaler Württembergische Damen-Tennis-Meisterschaften um den Stuttgarter Stadtpokal, Stoccarda | Terra rossa | Irena Pavlović         | Magdalena Kiszczyńska Erika Sema     | 6-3, 6-4         |
| 4.  | 2 luglio 2011    | International Country Cuneo, Cuneo                                                                     | Terra rossa | Stefanie Vögele        | Eva Birnerová Vesna Manasieva        | 6-3, 6-2         |
| 5.  | 11 febbraio 2012 | Copa Bionaire, Cali                                                                                    | Terra rossa | Karin Knapp            | Alexandra Cadanțu Ioana Raluca Olaru | 6-4, 6-3         |
| 6.  | 10 aprile 2015   | Seguros Bolivar Open Medellin, Medellín                                                                | Terra rossa | Lourdes Domínguez Lino | Mariana Duque Mariño Julia Glushko   | 7-5, 4-6, [10-5] |
| 7.  | 10 ottobre 2015  | Kirkland Tennis Challenger, Kirkland                                                                   | Cemento     | Stéphanie Foretz       | Lesley Kerkhove Arantxa Rus          | 6-4, 4-6, [10-4] |
| 8.  | 17 dicembre 2016 | Al Habtoor Tennis Challenge, Dubai                                                                     | Cemento     | Nina Stojanović        | Hsieh Su-wei Valerija Savinych       | 6-3, 3-6, [10-4] |
| 9.  | 7 settembre 2019 | Montreux Ladies Open, Montreux                                                                         | Terra rossa | Xenia Knoll            | Ylena In-Albon Conny Perrin          | 6-3, 6-4         |
| 10. | 9 novembre 2019  | Lexus of Las Vegas Open, Las Vegas                                                                     | Cemento     | Vol'ha Havarcova       | Sophie Chang Alexandra Mueller       | 6-3, 6-4         |

#### Sconfitte (8)
| Torneo $100.000 (0) |
| Torneo $80.000 (0)  |
| Torneo $75.000 (2)  |
| Torneo $60.000 (1)  |
| Torneo $50.000 (2)  |
| Torneo $25.000 (1)  |
| Torneo $15.000 (0)  |
| Torneo $10.000 (2)  |

| N. | Data              | Torneo                                                   | Superficie  | Compagna           | Avversarie in finale                    | Punteggio        |
| 1. | 19 luglio 2003    | Open International du Touquet, Le Touquet-Paris-Plage    | Terra rossa | Pauline Parmentier | Natacha Randriantefy Aurélie Védy       | 2–6, 2–6         |
| 2. | 6 agosto 2005     | Trofeo Città di Gardone Val Trompia, Gardone Val Trompia | Terra rossa | Petra Cetkovská    | María Corbalán Sonia Iacovacci          | w/o              |
| 3. | 8 ottobre 2005    | USTA Tennis Classic of Troy, Troy                        | Cemento     | Salome Devidze     | Julie Ditty Milagros Sequera            | 2–6, 2–6         |
| 4. | 3 maggio 2014     | Wiesbaden Tennis Open, Wiesbaden                         | Terra rossa | Julia Glushko      | Viktorija Golubic Diāna Marcinkēviča    | 4-6, 3-6         |
| 5. | 26 settembre 2015 | Internacional Femenil Monterrey, Monterrey               | Cemento     | Marina Mel'nikova  | Ysaline Bonaventure Elise Mertens       | 4-6, 6-3, [9-11] |
| 6. | 1º febbraio 2016  | Launceston Tennis International, Launceston              | Cemento     | Nadežda Kičenok    | You Xiaodi Zhu Lin                      | 6-2, 5-7, [7-10] |
| 7. | 24 settembre 2016 | Coleman Vision Tennis Championships, Albuquerque         | Cemento     | Elise Mertens      | Michaëlla Krajicek Maria Sanchez        | 2–6, 4–6         |
| 8. | 15 maggio 2021    | Solgironès Open Catalunya, La Bisbal d'Empordà           | Terra rossa | Mona Barthel       | Valentina Ivachnenko Andreea Prisăcariu | 3-6, 1-6         |

## Risultati in progressione
| Sigla | Risultato               |
| ----- | ----------------------- |
| V     | Vincitore               |
| F     | Finalista               |
| SF    | Semifinalista           |
| O     | Oro olimpico            |
| A     | Argento olimpico        |
| SF    | Bronzo olimpico         |
| QF    | Quarti di Finale        |
| 4T    | Quarto turno            |
| 3T    | Terzo turno             |
| 2T    | Secondo turno           |
| 1T    | Primo turno             |
| RR    | Round Robin             |
| LQ    | Turno di qualificazione |
| A     | Assente                 |
| ND    | Non disputato           |

| Legenda superfici    |
| -------------------- |
| Cemento              |
| Terra battuta        |
| Erba                 |
| Superficie variabile |

### Singolare
| Torneo                 | 2007 | 2008 | 2009 | 2010 | 2011 | 2012 | 2013 | 2014 | 2015 | 2016 | V–S  |
| ---------------------- | ---- | ---- | ---- | ---- | ---- | ---- | ---- | ---- | ---- | ---- | ---- |
| Tornei del Grande Slam |      |      |      |      |      |      |      |      |      |      |      |
| Australian Open        | A    | A    | A    | A    | Q2   | 1T   | 1T   | 2T   | A    | A    | 1–3  |
| Open di Francia        | A    | A    | A    | Q1   | Q3   | 1T   | 1T   | 1T   | A    | A    | 0–3  |
| Wimbledon              | A    | A    | A    | Q1   | Q1   | 1T   | 1T   | Q1   | A    | 2T   | 1–3  |
| US Open                | Q1   | A    | Q1   | 3T   | Q3   | 3T   | 1T   | A    | A    | 1T   | 4–4  |
| Vittorie-sconfitte     | 0–0  | 0–0  | 0–0  | 2–1  | 0–0  | 2–4  | 0–4  | 1–2  | 0-0  | 1–2  | 6–13 |

### Doppio
| Torneo                 | 2012 | 2013 | 2014 | 2015 | 2016 | V–S  |
| ---------------------- | ---- | ---- | ---- | ---- | ---- | ---- |
| Tornei del Grande Slam |      |      |      |      |      |      |
| Australian Open        | A    | 2T   | 1T   | 2T   | A    | 2–3  |
| Open di Francia        | 2T   | 1T   | A    | 1T   | 1T   | 1–4  |
| Wimbledon              | 3T   | 1T   | Q1   | 1T   | A    | 2–3  |
| US Open                | 1T   | 1T   | A    | 1T   | A    | 0–3  |
| Vittorie-sconfitte     | 3–3  | 1–4  | 0–1  | 1-4  | 0-0  | 5–12 |

### Doppio misto nei tornei del Grande Slam
| Torneo          | 2010 | 2011 | 2012 | 2013 | 2014 |
| --------------- | ---- | ---- | ---- | ---- | ---- |
| Australian Open | A    | A    | A    | A    | A    |
| Open di Francia | A    | A    | A    | 1T   | A    |
| Wimbledon       | A    | A    | A    | A    | A    |
| US Open         | A    | A    | A    | A    | A    |